# Roberto Falchi
Roberto Falchi detto Falchino (Batignano, 16 gennaio 1963) è un fantino italiano.

## Carriera al Palio di Siena
Figlio del fantino Emilio Falchi (detto "Fil di ferro"), deve il soprannome di Falchino proprio al suo cognome. Debutta in Piazza a 21 anni con il Leocorno e, dopo solo un anno, entra nella storia del Palio nel luglio 1986 sotto i colori del Drago.
La sua vittoria è una delle più straordinarie imprese nella storia recente del Palio. Alla partenza scattano prime Nicchio, Onda e Chiocciola. Al secondo giro vi sono numerose contrade affiancate: Onda, Nicchio, Chiocciola, Valdimontone e Torre, mentre il Drago rinviene forte dall'ottava posizione. All'inizio del terzo giro il Drago è ancora sesto. Alla terza ed ultima curva di San Martino Falchino passa terzo, dietro l'Onda e la Chiocciola. Alla terza curva del Casato, l'epilogo: Onda e Chiocciola cedono contemporaneamente, mentre Falchino su Ogiva brucia tutti sul bandierino con un arrivo al cardiopalmo: sei Contrade in una manciata di metri!
Falchino vanta dodici carriere tra il 1984 e il 1999, con all'attivo soltanto la vittoria del 1986.
Ha partecipato anche al Palio di Castel del Piano (vincendo nel 1981) ed al Palio di Fucecchio, dove conta 8 presenze.

## Presenze al Palio di Siena
Le vittorie sono evidenziate ed indicate in neretto.
| Palio             | Contrada   | Cavallo             | Note   |
| ----------------- | ---------- | ------------------- | ------ |
| 16 agosto 1984    | Leocorno   | Brandano            | scosso |
| 2 luglio 1985     | Lupa       | Caruso III          |        |
| 16 agosto 1985    | Drago      | Balente de Su Sassu |        |
| 2 luglio 1986     | Drago      | Ogiva               |        |
| 16 agosto 1986    | Bruco      | Ciriaco III         |        |
| 13 settembre 1986 | Drago      | Vipera              | scosso |
| 2 luglio 1987     | Drago      | Benito III          |        |
| 16 agosto 1987    | Drago      | Martino             | scosso |
| 2 luglio 1989     | Leocorno   | Germanu             |        |
| 2 luglio 1990     | Pantera    | Penna Nera          |        |
| 3 luglio 1991     | Chiocciola | Nearcu              | scosso |
| 2 luglio 1999     | Lupa       | Anonymus            | scosso |

## Presenze al Palio di Fucecchio
| Palio | Contrada    | Cavallo             | Piazzamento           | Note                              |
| ----- | ----------- | ------------------- | --------------------- | --------------------------------- |
| 1981  | Samo        | Vola                | 2°                    |                                   |
| 1982  | Samo        | Madmoiselle Pon Pon | Eliminato in batteria |                                   |
| 1983  | Samo        | Pippo               | NC                    | Va a sbattere in una staccionata. |
| 1984  | Samo        | Schalabi            | Eliminato in batteria |                                   |
| 1992  | Borgonovo   | Bookkepper          | 5°                    |                                   |
| 1993  | Borgonovo   | Bookkepper          | 3°                    |                                   |
| 1994  | Borgonovo   | Bookkepper          | Eliminato in batteria |                                   |
| 1995  | San Pierino | Bookkepper          | Eliminato in batteria |                                   |
| 1998  | Samo        | Claude Saint Paul   | Eliminato in batteria |                                   |

## Vittorie agli altri Palii
- Palio di Casole d'Elsa: 1976 su Brandano (Contrada Pievescola)
- Palio di Castel del Piano: 1981 su Lalage (Contrada Storte).